# Fissidens macleanus
Fissidens macleanus är en bladmossart som beskrevs av J. Shaw 1878. Fissidens macleanus ingår i släktet fickmossor, och familjen Fissidentaceae. Inga underarter finns listade i Catalogue of Life.